# Castiglione Olona
Castiglione Olona é uma comuna italiana da região da Lombardia, província de Varese, com cerca de 7.696 habitantes. Estende-se por uma área de 7 km², tendo uma densidade populacional de 1099 hab/km². Faz fronteira com Caronno Varesino, Gornate-Olona, Lozza, Morazzone, Vedano Olona, Venegono Inferiore, Venegono Superiore.
Pertence à rede das Cidades Cittaslow.

## Demografia
| Variação demográfica do município entre 1861 e 2011                               |
|                                                                                   |
| Fonte: Istituto Nazionale di Statistica (ISTAT) - Elaboração gráfica da Wikipedia |

## Cidades-irmãs
- Étupes, França